# Surayud Chulanont
Surayud Chulanont (in thai สุรยุทธ์ จุลานนท์; Prachinburi, 28 agosto 1943) è un politico e generale thailandese, primo ministro della Thailandia dall'ottobre 2006 al gennaio 2008..
Era stato in precedenza Comandante supremo del Reale esercito thailandese ed è attualmente Presidente del Consiglio privato del Re di Thailandia

## Biografia

### Gioventù
Il padre di Surayud era un colonnello dell'esercito che disertò e lasciò la famiglia per unirsi alla guerriglia comunista. Dopo aver frequentato le scuole ordinarie a Bangkok, Surayud si iscrisse alle accademie dell'esercito e si laureò nel 1965. Seguì altri corsi preparatori in Thailandia e negli Stati Uniti.

### Carriera nell'esercito
Diventato ufficiale, combatté contro la guerriglia comunista negli anni sessanta e settanta. Dopo un periodo trascorso come istruttore militare, nel 1983 fu nominato comandante del reparti speciali. Divenne aiutante del generale Prem Tinsulanonda, che servì anche quando questi divenne primo ministro tra il 1980 ed il 1988. Comandò i reparti speciali dell'esercito che nel 1992, durante il cosiddetto maggio nero di Bangkok, parteciparono alla sanguinosa repressione delle dimostrazioni anti-governative, ma Surayud ha negato di aver dato l'ordine ai propri uomini di aprire il fuoco. Nel 1994 fu promosso comandante della II regione dell'esercito in Thailandia del Nordest. Fu promosso nel 1998 comandante in capo dell'esercito dal primo ministro Chuan Leekpai, dopo che si era fatto la fama di incorruttibile. Sotto il suo comando, l'esercito fu per la prima volta coinvolto nelle missioni di peacekeeping e ottenne buoni risultati lungo le frontiere con la Birmania nella lotta al traffico di stupefacenti.
Nel 2003 criticò il primo ministro Thaksin Shinawatra, che intendeva aumentare gli scambi commerciali con la giunta al potere in Birmania, e poco dopo Surayud fu nominato Comandante supremo dell'esercito, un incarico rappresentativo ma di scarsa importanza dal punto di vista pratico. Verso fine anno andò in pensione e, dopo aver trascorso un periodo come monaco in monastero, fu chiamato a far parte del Consiglio privato del re. In questo periodo criticò le frequenti intromissioni dell'esercito nella vita politica del Paese.

### Primo ministro
Nel 2006 Thaksin fu deposto da un colpo di Stato incruento, fu sospesa la Costituzione, annullate le imminenti elezioni e dissolto il Parlamento. La giunta militare che organizzò il golpe, proclamatasi Consiglio per la Sicurezza Nazionale (CNS), affidò il governo a dei civili di suo gradimento e scelse Surayud come primo ministro. Il potere dell'esecutivo e quello del nuovo Parlamento, i cui membri furono scelti dal CNS con l'avallo del re, fu comunque limitato e sottoposto alle decisioni della giunta militare, che di fatto ebbe il potere assoluto.
Tra gli avvenimenti più importanti durante il suo mandato, fu innalzato il budget dell'esercito per combattere l'insurrezione nella Thailandia del Sud, fu promulgata una nuova Costituzione e nell'agosto del 2007 si tenne un referendum costituzionale. Il suo governo rimosse dai vertici dell'esercito gli alti ufficiali che simpatizzavano per Thaksin. Surayud presentò le scuse per i gravi incidenti di Tak Bai e della moschea Krue Se, avvenuti nel sud del Paese nel 2004, nei quali decine di musulmani erano stati trucidati dalle forze dell'ordine.
Furono fissate per il dicembre 2007 le nuove elezioni generali, che videro prevalere il Partito del Potere Popolare, formazione di ispirazione populista fondata da ex-componenti del disciolto partito Thai Rak Thai di Thaksin Shinawatra. Il 28 gennaio 2008 Surayud lasciò l'incarico per far posto a Samak Sundaravej, leader del PPP vincitore della consultazione e riprese quindi il proprio posto nel Consiglio privato del re.